# Suspensoir
 (mars 2018).
Si vous disposez d'ouvrages ou d'articles de référence ou si vous connaissez des sites web de qualité traitant du thème abordé ici, merci de compléter l'article en donnant les références utiles à sa vérifiabilité et en les liant à la section « Notes et références ».

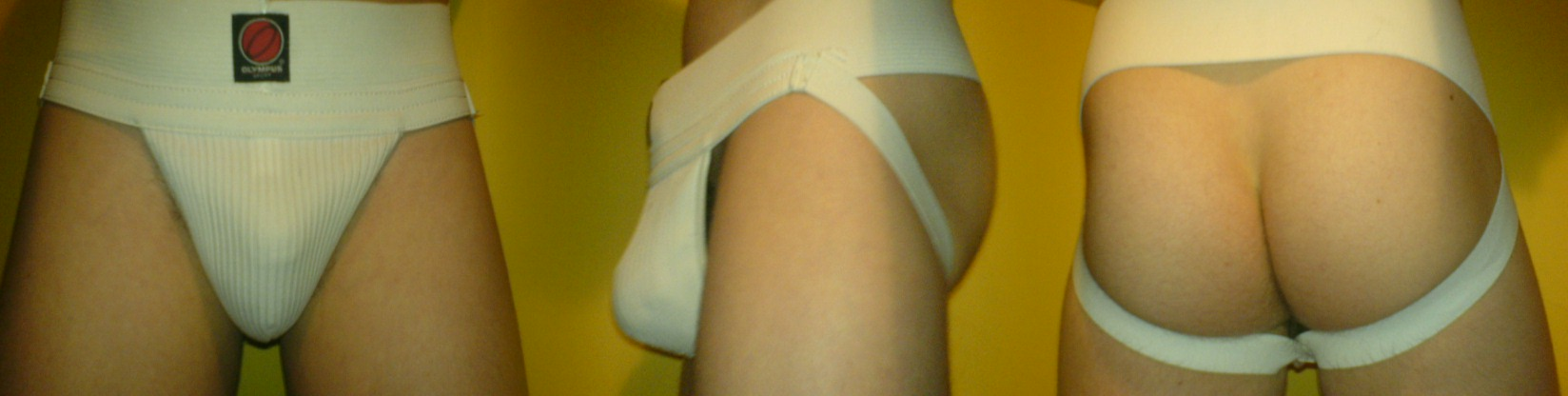
Un jock-strap.

Le suspensoir, ou jock-strap est un sous-vêtement destiné aux hommes.
Il a été inventé aux États-Unis par Charles Bennett en 1874, fondateur de la marque Bike qui produit toujours des vêtements et petits matériels pour sportifs.
Il est composé d'une poche avant permettant un bon maintien des organes génitaux, d'une large ceinture élastique et de deux élastiques latéraux laissant les fesses nues. 
Il est possible d'y introduire une coquille, afin de protéger les organes génitaux lors de la pratique de sports à risque ; le suspensoir est alors équipé d'une poche avant spécialement aménagée pour y ajouter la coquille. 
Il met en valeur le pénis et les testicules.

## Utilisation

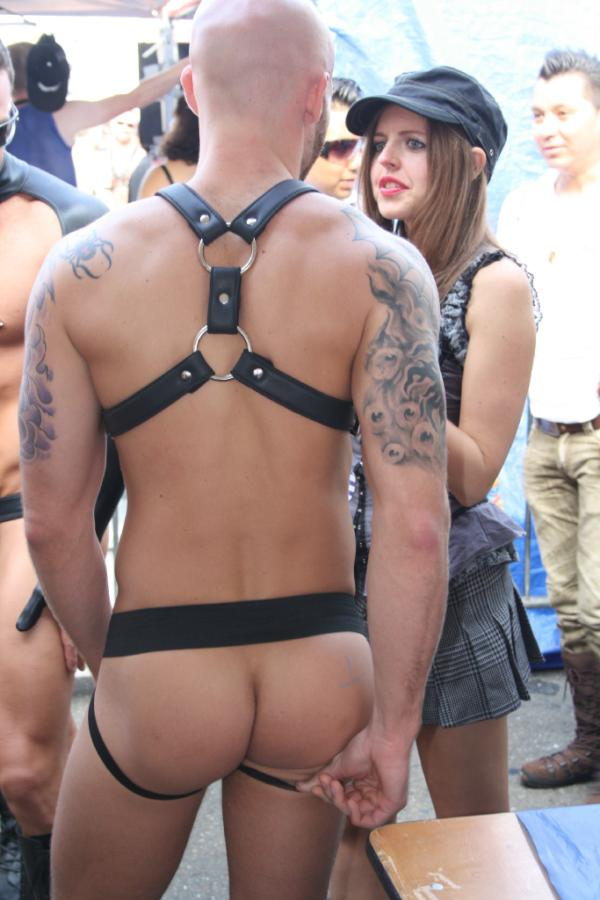
Drake Jaden au Folsom Street Fair de 2011.

Le suspensoir est utilisé en tant que sous-vêtement.

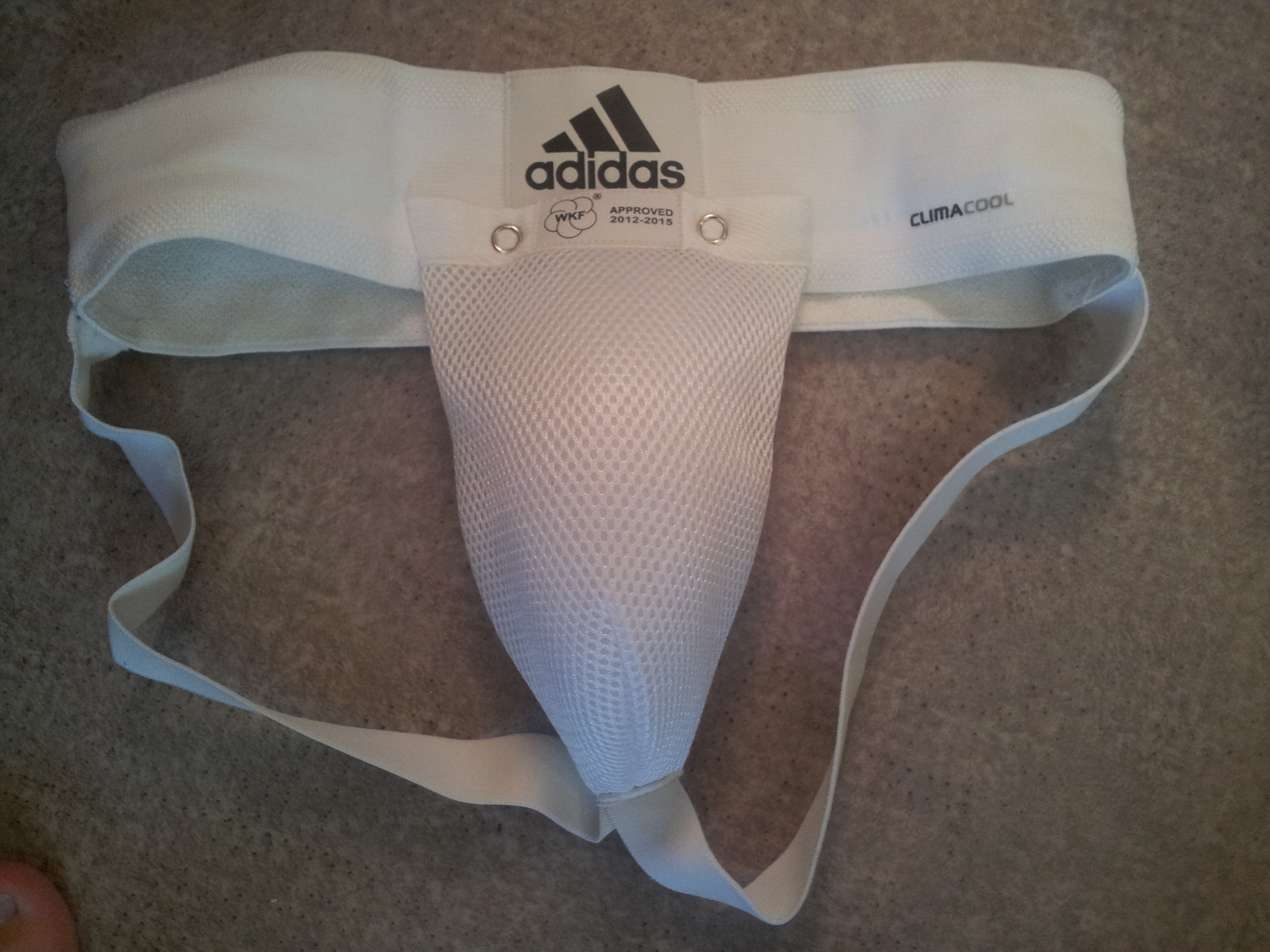
Suspensoir pour port d'une coquille.

Le suspensoir muni d'une poche permettant l'adjonction d'une coquille (souple ou dure) est principalement utilisé par les athlètes lors de la pratique de sports de contacts violents tels que le football américain, le hockey sur glace, la boxe, les arts martiaux ou encore le rugby et le cricket. 
Cette version du suspensoir (appelé hard cup ou soft cup aux États-Unis) est utilisée à travers le monde.
Le suspensoir sans protection rigide est le modèle le plus répandu. Il est très largement utilisé par les sportifs nord-américains pour la pratique des sports athlétiques intensifs tels que le football (soccer pour les nord-américains), la danse, la course à pied, le tennis et les courses de vitesse (sprint). Utilisé pour l'athlétisme, ce sous-vêtement présente le meilleur compromis actuellement disponible entre le maintien des testicules, l'évacuation de la chaleur, la minimisation des frottements due à une surface de tissus réduite et une résistance aux mouvements minimale favorisant les mouvements du corps.
Ce sous-vêtement technique tend à se démocratiser en Europe principalement par les athlètes anglais qui l'utilisent pour le rugby et le cricket. [réf. souhaitée] Cependant, quelques athlètes n'hésitent pas à l'utiliser dans sa version athlétique (sans coquille).
Le terme « suspensoir » est employé chez les archéologues spécialistes de la Grèce antique, mais avec la nuance « une sorte de suspensoir » pour évoquer un dispositif très léger constitué, apparement, de fils. Un jeune athlète en train de le poser apparaît sur un cratère d'Euphronios. Euphronios est un célèbre peintre grec sur vase vivant à la fin du VIe siècle avant l'ère commune et dans la première moitié du siècle suivant, à Athènes. L'objet en question était donc en usage à cette époque.

## En France et chez les sportifs français
On le retrouve en France sous le nom de « suspensoir » ou de « slip-coquille » lorsqu'il est porté avec une coquille.

## Lingerie
Le suspensoir est proposé par certains fabricants de lingerie dans des versions très variées pour être porté au quotidien par les hommes.

## Galerie

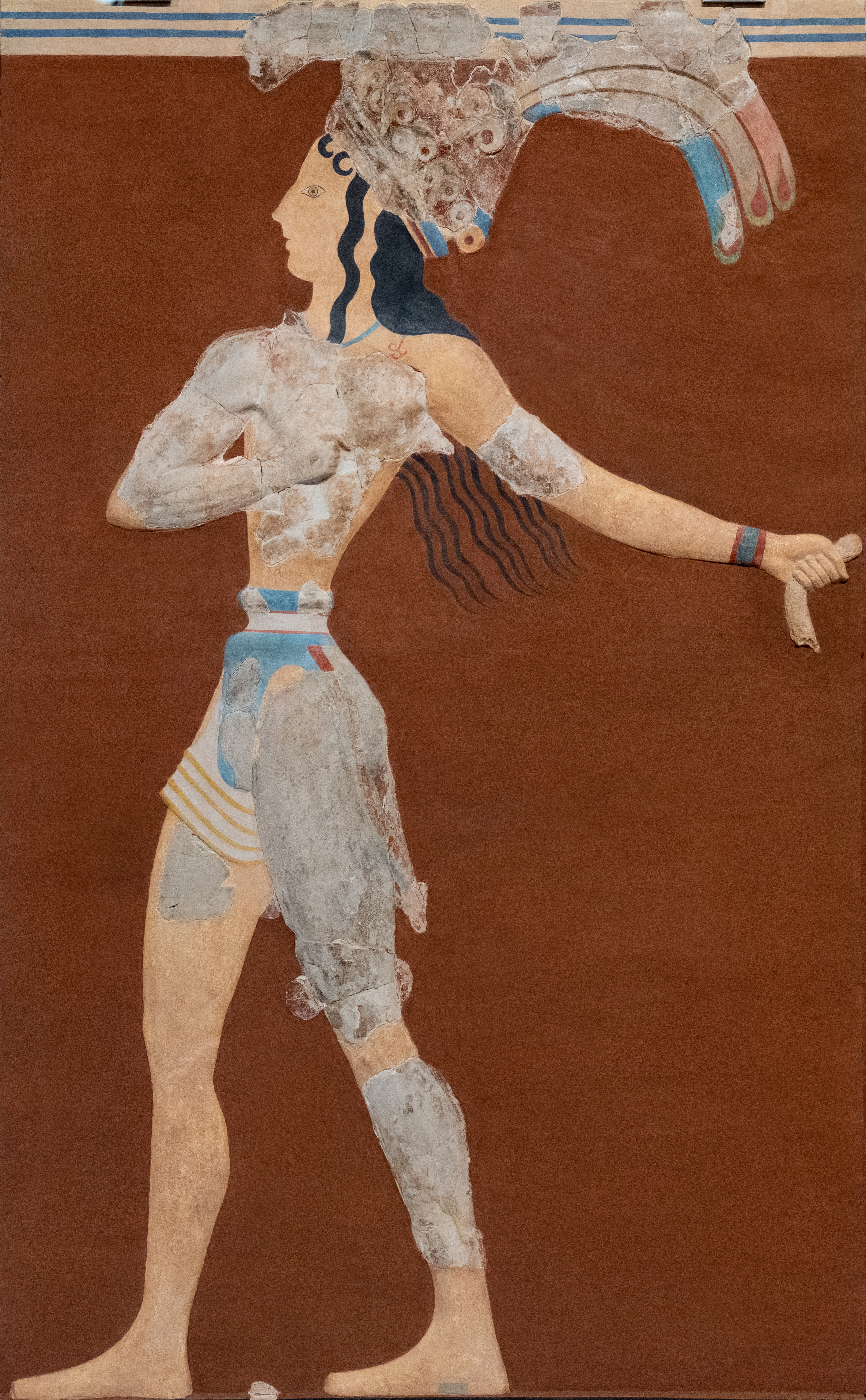
Suspensoir sur une fresque de Cnossos, civilisation minoenne.
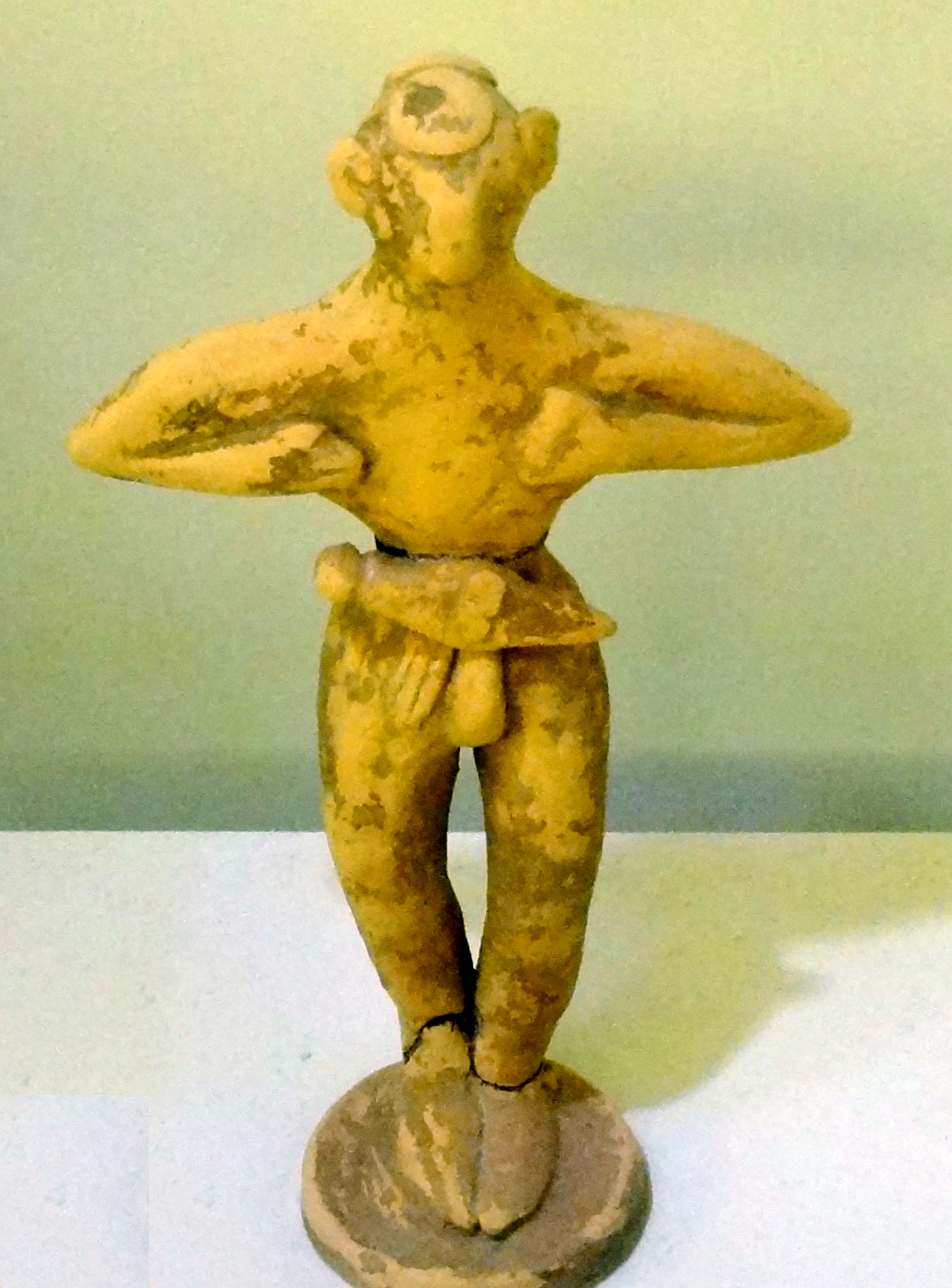
Terre cuite représentant un homme avec suspensoir, Petsophas, Palékastro (extrême est de la Crète).